# Coenzym M
Coenzym M ist ein Coenzym, das für Methyl-Transfer-Reaktionen im Stoffwechsel methanogener Archaeen benötigt wird, aber auch bei Bakterien für den Stoffwechsel anderer Substrate.
Das Coenzym ist ein Anion mit der Formel HS-CH2-CH2-SO3−.
Es wird auch als 2-Mercaptoethansulfonat bezeichnet und mit HS-CoM abgekürzt. 
Das Kation ist relativ unwichtig, am häufigsten ist das Natriumsalz erhältlich. 
2-Mercaptoethansulfonat enthält sowohl ein Thiol, das die Hauptstelle der Reaktivität ist, als auch eine Sulfonatgruppe, die für die Löslichkeit in wässrigen Medien sorgt. Zur medizinischen Verwendung der Verbindung, siehe Mesna.

## Rolle in der Biochemie
Das Coenzym ist der C1-Donator in der Methanogenese. 
Es wird in Methyl-Coenzym-M (den Thioether H3C-S-CH2-CH2-SO3−, kurz Me-S-CoM), umgewandelt.
Methyl-Coenzym-M reagiert mit Coenzym B (7-Thioheptanoyl-Threoninphosphat, HS-(CH2)6-(C=O)-Thr-O-PO32−, kurz HS-CoB)
zu einem Heterodisulfid und setzt dabei Methan frei:
H3C-S-CoM + HS–CoB  →  CH4 + CoB–S–S–CoM
Diese Induktion wird durch das Enzym Methyl-Coenzym-M-Reduktase katalysiert, 
das den Cofaktor F430 als prosthetische Gruppe einschränkt.